# Octobre 1698

## Naissances
2 octobre
- Alexandre Grigorievitch Stroganov (mort le 17 novembre 1754), grand propriétaire terrien et philanthrope russe

6 octobre
- François-Bernard Lépicié (mort le 17 janvier 1755), graveur et historiographe français

7 octobre
- Henry Madin (mort le 3 février 1748), compositeur français

12 octobre
- Jean Paul Timoléon de Cossé-Brissac (mort en 1784), marquis de Thouarcé et maréchal de France
- Emmanuel-Henri-Timoléon de Cossé-Brissac (mort le 26 août 1757), ecclésiastique français

13 octobre
- Giacomo Ceruti (mort le 28 août 1767), peintre italien

19 octobre
- Charles René Girard de Villars (mort le 5 mars 1769), naturaliste français

20 octobre
- Carlo Borsetti (mort en 1760), peintre italien

22 octobre
- Nicola Bonifacio Logroscino (mort en 1764 ou 1765), compositeur italien

23 octobre
- Ange-Jacques Gabriel (mort le 4 janvier 1782), architecte français
- John Jortin (mort le 5 septembre 1770), théologien et historien (anglican) anglais

30 octobre
- Paul Troger (mort le 20 septembre 1762), peintre baroque autrichien

## Décès
4 octobre
- Andrea Malinconico (né le 3 juin 1635), peintre italien baroque

11 octobre
- William Molyneux (né le 17 avril 1656), philosophe et écrivain politique irlandais
- François Villette (né le 6 octobre 1621), ingénieur, opticien et artificier expert à la Cour

17 octobre
- Françoise de Hohenzollern-Hechingen (née en 1642), noble franco-germanique

18 octobre
- Jean Ruzé d'Effiat (né en 1622), religieux français

23 octobre
- David Klöcker Ehrenstrahl (né le 23 septembre 1628), peintre portraitiste

24 octobre
- Daniel de Rémy de Courcelles (né le 3 mai 1626), officier français

## Événements
13 octobre
- Élisabeth-Charlotte d'Orléans devient Duchesse consort de Lorraine et de Bar